# 陰屍路系列
《陰屍路》（英語：The Walking Dead）是一部美國喪屍末日主題的影集系列，最初起始於漫畫系列，後來發展為多部真人電視影集、網路影集、小說、電子遊戲等。原著漫畫由羅伯特·柯克曼、東尼·摩爾和查理·艾德勒共同創作，並於2003年開始在映像漫畫上連載。
首部改編原作的電視影集於2010年在美國有線電視頻道AMC首播，並由法蘭克·戴瑞邦進行開發，直到他與AMC之間發生不合而退出項目。如同原著，電視劇主人公是由安德魯·林肯所扮演的副警長瑞克·格萊姆斯，從負傷昏迷中清醒後發現自己身處於已被喪屍佔領的末日世界中，就此踏上始尋找自己的家人的旅程，並在沿路中遇到許多其他的生還者的故事。而劇集在首季大獲成功，使AMC陸續推出以開闊《陰屍路》背景宇宙觀為主的多部衍生作品。

## 漫畫
《陰屍路》系列起始於由羅伯特·柯克曼、東尼·摩爾和查理·艾德勒共同創作的同名漫畫，以黑白繪畫形式進行每月一期的漫畫連載，而劇情主要圍繞主人公瑞克·格萊姆斯在末日世界中尋找家人的種種生存之旅。
漫畫首章於2003年10月起由映像漫畫出版，由柯克曼擔任編劇及摩爾繪製，自第7章起轉由艾德勒進行繪製；而摩爾則繼續擔任第1-24章的封面繪製。漫畫系列於2010年聖地亞哥國際漫畫展上榮獲艾斯納獎的「最佳連載漫畫」（Best Continuing Series），而最終章於2019年7月推出，讓漫畫以193章的方式完結。
2020年7月，映像漫畫宣佈漫畫將會以全彩形式發行，由大衛·麥克雷格進行上色。

## 電視影集
| 劇集                   | 季數 | 集数 | 集数 | 首播日期       | 首播日期       | 節目統籌                     | 狀態   |
| 劇集                   | 季數 | 集数 | 集数 | 首映           | 季终           | 節目統籌                     | 狀態   |
| ---------------------- | ---- | ---- | ---- | -------------- | -------------- | ---------------------------- | ------ |
| 《陰屍路》             | 1    | 6    | 6    | 2010年10月31日 | 2010年12月5日  | 法蘭克·戴瑞邦                | 已完結 |
| 《陰屍路》             | 2    | 13   | 13   | 2011年10月16日 | 2012年3月18日  | 葛倫·馬札拉                  | 已完結 |
| 《陰屍路》             | 3    | 16   | 16   | 2012年10月14日 | 2013年3月31日  | 葛倫·馬札拉                  | 已完結 |
| 《陰屍路》             | 4    | 16   | 16   | 2013年10月13日 | 2014年3月30日  | 史考特·M·金普                | 已完結 |
| 《陰屍路》             | 5    | 16   | 16   | 2014年10月12日 | 2015年3月29日  | 史考特·M·金普                | 已完結 |
| 《陰屍路》             | 6    | 16   | 16   | 2015年10月11日 | 2016年4月3日   | 史考特·M·金普                | 已完結 |
| 《陰屍路》             | 7    | 16   | 16   | 2016年10月23日 | 2017年4月2日   | 史考特·M·金普                | 已完結 |
| 《陰屍路》             | 8    | 16   | 16   | 2017年10月22日 | 2018年4月15日  | 史考特·M·金普                | 已完結 |
| 《陰屍路》             | 9    | 16   | 16   | 2018年10月7日  | 2019年3月31日  | 安潔拉·姜                    | 已完結 |
| 《陰屍路》             | 10   | 22   | 22   | 2019年10月6日  | 2021年4月4日   | 安潔拉·姜                    | 已完結 |
| 《陰屍路》             | 11   | 24   | 24   | 2021年8月22日  | 2022年11月20日 | 安潔拉·姜                    | 已完結 |
| 《驚嚇陰屍路》         | 1    | 6    | 6    | 2015年8月23日  | 2015年10月4日  | 戴夫·埃利克森                | 已完結 |
| 《驚嚇陰屍路》         | 2    | 15   | 15   | 2016年4月10日  | 2016年10月2日  | 戴夫·埃利克森                | 已完結 |
| 《驚嚇陰屍路》         | 3    | 16   | 16   | 2017年6月4日   | 2017年10月15日 | 戴夫·埃利克森                | 已完結 |
| 《驚嚇陰屍路》         | 4    | 16   | 16   | 2018年4月15日  | 2018年9月30日  | 安德魯·查布里斯和伊恩·高德堡 | 已完結 |
| 《驚嚇陰屍路》         | 5    | 16   | 16   | 2019年6月2日   | 2019年9月29日  | 安德魯·查布里斯和伊恩·高德堡 | 已完結 |
| 《驚嚇陰屍路》         | 6    | 16   | 16   | 2020年10月11日 | 2021年6月13日  | 安德魯·查布里斯和伊恩·高德堡 | 已完結 |
| 《驚嚇陰屍路》         | 7    | 16   | 16   | 2021年10月17日 | 2022年6月5日   | 安德魯·查布里斯和伊恩·高德堡 | 已完結 |
| 《驚嚇陰屍路》         | 8    | 12   | 12   | 2023年5月14日  | 2023年11月19日 | 安德魯·查布里斯和伊恩·高德堡 | 已完結 |
| 《陰屍路：化外世界》   | 1    | 10   | 10   | 2020年10月4日  | 2020年11月29日 | 麥修·尼格特                  | 已完結 |
| 《陰屍路：化外世界》   | 2    | 10   | 10   | 2021年10月3日  | 2021年12月5日  | 麥修·尼格特                  | 已完結 |
| 《行屍傳說》           | 1    | 6    | 6    | 2022年8月14日  | 2022年9月18日  | 查寧·鮑威爾                  | 已完結 |
| 《陰屍路：死亡之城》   | 1    | 6    | 6    | 2023年6月18日  | 2023年7月23日  | 伊萊·約恩                    | 播放中 |
| 《陰屍路：死亡之城》   | 2    | 8    | 8    | 2025年5月4日   | 播放中         | 伊萊·約恩                    | 播放中 |
| 《陰屍路：戴瑞迪克森》 | 1    | 6    | 6    | 2023年9月10日  | 2023年10月15日 | 大衛·扎貝爾                  | 播放中 |
| 《陰屍路：戴瑞迪克森》 | 2    | 6    | 6    | 2024年9月29日  | 2024年11月3日  | 大衛·扎貝爾                  | 播放中 |
| 《陰屍路：生存者》     | 1    | 6    | 6    | 2024年2月25日  | 2024年3月31日  | 史考特·M·金普與達娜·古瑞拉   | 已完結 |

### 《陰屍路》（2010–2022）
作為改編自漫畫原著的系列主要劇集，故事敘述副警長瑞克·格萊姆斯從負傷昏迷中清醒後，迎接行屍末世並踏上尋找家人的旅程，在此過程中認識其他形形色色的生還者，以及大量由生還者聚集的不同社區，包括不懷好意的各種敵人。

### 《驚嚇陰屍路》（2015–至今）
作為系列首部衍生劇，背景設於災情爆發初期的美國加州洛杉磯市中心，故事主要描述以麥蒂森·克拉克為首的一家人努力在行屍末日的到來中掙扎求存。

### 《陰屍路：化外世界》（2020–2021）
2018年7月，執行製作史考特·M·金普在聖地亞哥國際漫畫展時宣佈，《陰屍路》的第二部衍生劇正在製作中。2019年11月24日，金普正式公佈劇名為《陰屍路：劫後餘生》。2020年1月，AMC公佈劇集將會播出總數20集的兩季，每季各有10集，包括在2020年4月12日首播。故事時間設定於行屍末世的第十年，背景設定在美國內布拉斯加州中部，聚焦在「觀眾熟知的末日期間成長到法定年齡」的兩名女主角身上。

### 《行屍傳說》（2022）
2020年9月，AMC宣佈他們與金普共同開發一部以行屍宇宙世界觀為背景的單集獨立單元劇，主要焦距於全新或是已存在的不同主要角色身上，以探討每一位角色各自的生存故事。為數6集的首季將於2022年8月14日首播。

### 《陰屍路：死亡之城》
2022年3月，AMC宣佈預定系列另一部衍生劇，最初定名為《行屍之島》（Isle of the Dead），並由蘿倫·科漢和傑佛瑞·狄恩·摩根所飾演的人氣角色瑪姬和尼根擔任主人公。劇集由伊萊·喬恩擔任節目統籌兼執行製作，背景設於紐約。2022年8月，劇集宣佈將正式命名為《陰屍路：死亡之城》（The Walking Dead: Dead City）。

### 《陰屍路：戴瑞迪克森》
第四部衍生劇由安潔拉·姜與史考特·金普共同開發，原計劃由諾曼·李杜斯和梅莉莎·麥克布萊德所飾演的人氣角色戴瑞和卡蘿擔任主人公，並由姜自《陰屍路》完結後繼續擔任節目統籌。直到2022年4月時，隨著麥克布萊德與姜分別退出該項目，因此被重新規劃為以戴瑞為首的劇集，而曾擔任過知名美劇《仁心仁術》編劇兼執行製作的大衛·扎貝爾接替統籌一職。

### 《陰屍路：生存者》
2022年7月，原計劃的電影三部曲被重新規劃為6集的有限劇集，並有望續訂多個季度，由瑞克·格萊姆斯與米瓊恩作為兩名主人公，以延續兩名角色離開《陰屍路》後的故事。

## 網路劇集
| 劇集           | 季數             | 集数 | 集数 | 上線日期                     | 上線日期                     | 故事構思                         | 時間線                                         |
| -------------- | ---------------- | ---- | ---- | ---------------------------- | ---------------------------- | -------------------------------- | ---------------------------------------------- |
| 《陰屍路》     | 《生離死別》     | 6    | 6    | 2011年10月3日                | 2011年10月3日                | 約翰·伊斯坡西多和葛雷格·尼可泰羅 | 設於《陰屍路》第一季之前發生                   |
| 《陰屍路》     | 《冷藏室》       | 4    | 4    | 2012年10月1日                | 2012年10月1日                | 約翰·伊斯坡西多                  | 設於《陰屍路》第一季之前發生                   |
| 《陰屍路》     | 《誓言》         | 3    | 3    | 2013年10月1日                | 2013年10月1日                | 葛雷格·尼可泰羅                  | 設於《陰屍路》第一季之前發生                   |
| 《陰屍路》     | 《紅砍刀》       | 6    | 6    | 2017年10月22日—2018年4月9日  | 2017年10月22日—2018年4月9日  | 尼克·伯納頓                      | 設於《陰屍路》第四、五、七、八季之間與之後發生 |
| 《驚嚇陰屍路》 | 《462航班》      | 16   | 16   | 2015年10月4日—2016年3月26日  | 2015年10月4日—2016年3月26日  | 勞倫·森諾里歐和麥克·祖尼克       | 設於《驚嚇陰屍路》第一季第三集同時發生         |
| 《驚嚇陰屍路》 | 《屍殺隧道》     | 16   | 16   | 2016年10月17日—2017年3月27日 | 2016年10月17日—2017年3月27日 | 勞倫·森諾里歐和麥克·祖尼克       | 設於《驚嚇陰屍路》第三季之前發生               |
| 《驚嚇陰屍路》 | 《艾西雅錄像集》 | 6    | 6    | 2019年7月27日—8月8日         | 2019年7月27日—8月8日         | 麥可·阿列莫和雅各·平尼恩         | 設於《驚嚇陰屍路》第五季後半季之前發生         |
| 《驚嚇陰屍路》 | 《核潛艇》       | 6    | 6    | 2022年4月10日                | 2022年4月10日                | 雅各·平尼恩                      | 設於《驚嚇陰屍路》第六季之前發生               |

## 取消電影三部曲
2018年11月，史考特·金普宣佈《陰屍路》的電影三部曲正在開發中，由劇集第九季時退出的安德魯·林肯繼續扮演主人公瑞克·格萊姆斯，並在電影中延續角色後來的故事。除了林肯以外，飾演主角之一潔蒂斯的波利安娜·麥金托什宣佈會加盟電影，她的角色在劇中最後跟瑞克一起乘上直升機離開，而她的角色後來在衍生劇《陰屍路：化外世界》第二季中重新現身。
2019年7月，AMC宣佈電影即將以院線形式上映、而並非電視電影。由林肯作為領銜主演，並由金普擔任編劇。一個月後，環球影業獲得電影三部曲的發行權，前置作業宣佈會“盡早開始”。主創同時同時有意想在電影中帶回由柯瑞·霍金斯飾演的常設角色希斯，該角色在《陰屍路》第七季時中途失蹤，基於霍金斯當時要去參演其他電影項目。2020年12月，林肯確認電影拍攝工作會在2021年年初時開始，而由蓋爾·安妮·赫德擔任首部電影的執行製作人。
2022年7月，主創在聖地亞哥國際漫畫展上宣佈原計劃的電影三部曲被重新規劃成為數6集的迷你劇集，由林肯以及於第十季時退出的達娜·古瑞拉繼續扮演兩名主人公瑞克和米瓊恩。劇集宣佈會在2023年首播，並延續兩名角色分別以不同的時間離開劇集後發生的故事與生存經歷。

## 其他作品

### 桌上游戲
- 新生代娛樂公司（英语：Cryptozoic Entertainment）發行過兩款改編自電視劇的桌遊，並於2013年推出過卡牌遊戲。
  - 2011年《陰屍路桌遊》（The Walking Dead Board Game）
  - 2013年《陰屍路桌遊：最佳防守》（The Walking Dead Board Game: Best Defense）
- 由基斯·特蘭林、布萊恩-大衛·馬歇和麥修·王從不同的遊戲公司發行過兩款改編自電視劇的桌遊。
  - 由Z-Man遊戲（英语：Z-Man Games）於2011年推出的《羅伯特·柯克曼之陰屍路：桌遊》
  - 由聯盟遊戲發行商（英语：Alliance Game Distributors）於2014年11月推出的《陰屍路：監獄》
- 其他包括《陰屍路》版本的《地產大亨》、《戰國風雲》。

### 電子遊戲

#### 訴說遊戲系列
由訴說遊戲與Skybound遊戲開發並推出，改編自漫畫原著的章節式遊戲系列。遊戲共有四季，並使用與原作不同的角色擔任主人公，但仍保留一部分知名原作角色與劇情。

## 資料來源
1. ↑  . AMCtv.com.   [2012-03-29]. （原始内容存档于2012-03-25）. a small-town sheriff's deputy
2. 1 2 3  Mason, Charlie. . TVLine. 2022-03-07  [2022-03-07]. （原始内容存档于2022-07-27）.
3. 1 2
4. 1 2 3  Bankhurst, Adam. . IGN. 2022-07-22  [2022-07-22]. （原始内容存档于2022-07-24）.
5. ↑  Bonomolo, Cameron. . Comicbook.com. 2018-07-21  [2019-10-13]. （原始内容存档于2019-04-11）.
6. ↑  Ausiello, Michael. . TVLine. 2019-11-24  [2019-11-25]. （原始内容存档于2019-11-26）.
7. ↑  O'Dell, Johnny. . Skybound Entertainment. 2020-01-16  [2020-01-16]. （原始内容存档于2020-01-25）.
8. ↑  Mason, Charlie. . TVLine. 2020-01-16  [2020-01-16]. （原始内容存档于2020-02-25）.
9. ↑  O'Dell, Johnny. . Forbes. 2020-09-09  [2020-09-09]. （原始内容存档于2022-07-27）.
10. ↑  Villei, Matt. . Collider. 2021-10-12  [2021-10-13]. （原始内容存档于2022-07-27）.
11. ↑  Otterson, Joe. . Variety. 2022-03-07  [2022-03-08]. （原始内容存档于2022-07-27）.
12. ↑  Mason, Charlie. . TVLine. 2022-08-25  [2022-08-25]. （原始内容存档于2022-10-07）.
13. ↑  O'Dell, Johnny. . Skybound. 2020-09-09  [2020-09-09]. （原始内容存档于2022-07-27）.
14. ↑  Ausiello, Michael. . TVLine. 2022-04-27  [2022-04-27]. （原始内容存档于2022-07-27）.
15. ↑  Cordero, Rosy; Patten, Dominic. . Deadline. 2022-04-29  [2022-04-30]. （原始内容存档于2022-07-27）.
16. 1 2  Maas, Jennifer. . Variety. 2022-07-22  [2022-07-22]. （原始内容存档于2022-07-25）.
17. ↑  Otterson, Joe. . Variety. 2018-11-05  [2018-11-05]. （原始内容存档于2018-11-05）.
18. ↑  . variety. 2019-07-19  [2022-07-26]. （原始内容存档于2022-06-09）.
19. ↑  . thewrap. 2019-07-31  [2022-07-26]. （原始内容存档于2022-06-09）.
20. ↑  Baxter, Joseph. . Den of Geek. November 8, 2018  [2020-09-09]. （原始内容存档于2022-07-26）.
21. ↑  . Independent. 2020-12-16  [2021-02-17]. （原始内容存档于June 20, 2022）.
22. ↑  Earl, William. . Variety. 2021-05-24  [2021-06-16]. （原始内容存档于2022-07-26）.

## 外部鏈接
- 官方网站